# Adolph Friedrich Dehns
Adolph Friedrich Dehns (* 27. August 1740 in Lübeck; † 18. März 1806 ebenda) war ein deutscher Jurist und Ratssekretär der Hansestadt Lübeck.

## Leben
Adolph Friedrich Dehns war der Sohn des Predigers an der Aegidienkirche Johann Balthasar Dehns. Er studierte Anfang der 1760er Jahre Rechtswissenschaften an der Universität Jena, wo er 1761 gemeinsam mit dem aus Mecklenburg stammenden Lübecker Carl Abraham Gütschow Freimaurer in der Loge Zu den drei Rosen wurde. Dehns war 1763 Student an der Universität Harderwijk und wurde zum Lizentiaten der Rechte promoviert. Am 21. Juni 1769 wurde er als Registrator dritter Ratssekretär der Hansestadt Lübeck, da der bisherige Protonotar Christian David Evers Syndicus der Hansestadt Lübeck geworden war. Er übte dieses Amt bis zu seinem Tode aus.
Er gehörte 1789 zu den 25 Gründungsmitgliedern der Gesellschaft zur Beförderung gemeinnütziger Tätigkeit und war 1792 im Ehrenamt ihr dritter Direktor. Als aktives Mitglied der Gesellschaft hielt er etliche Vorträge über allgemein interessierende Themen, die im Archiv der Hansestadt Lübeck überliefert sind. Ab 1770 ordnete er das Archiv der Lübecker Novgorodfahrer.

## Schriften
- De repudiatione haereditatis a debitore in fraudem creditorum facta, jure Lubecensi invalida, Harderwijk 1763